# عنایت سمیعی

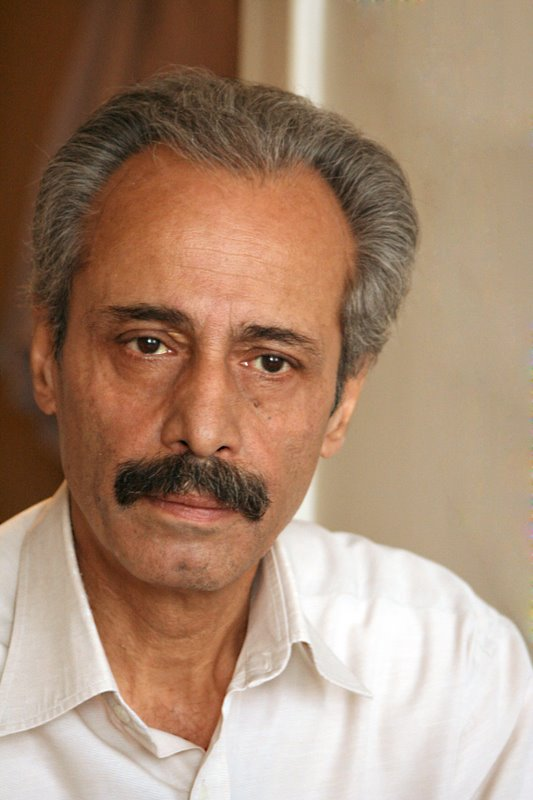

عنایت الله سمیعی (زاده ۱۳۲۱) شاعر و منتقد ادبی ایرانی است.

## زندگی‌نامه
عنایت سمیعی در رشت به دنیا آمده‌است، معلم بازنشسته هنرستان هنرهای زیبای پسران است و هم‌اکنون ساکن تهران است.
به قلم وی ده‌ها مقاله در نقد آثار ادبیات معاصر در نشریه‌ها و جراید منتشر شده‌است. وی از سال‌های دهه شصت فعالیت ادبی‌اش را آغاز کرده‌است. وی هم‌چنین در چند دوره داور جایزه هوشنگ گلشیری بوده‌است

## دیدگاه‌های ادبی – سیاسی
این شاعر و منتقد ادبی، از طرفداران ادبیات مدرن است و در صورت‌بندی مولفه‌های زیبایی‌شناسی مدرن در قالب نقدهای جذاب فعالیت قلم زده است. هم‌چنین وی مخالف سانسور کتاب در ایران است.